# القوانين المؤسسية
القوانين المؤسسية (بالبرتغالية: Atos Institucionais) كانت مجموعة من التشريعات التأسيسية لـ الديكتاتورية العسكرية البرازيلية التي حكمت من عام 1964 إلى عام 1985. حلت هذه القوانين محل دستور عام 1946، وكانت بمثابة تبرير للديكتاتورية وإطار للإصلاحات الرئيسية دون إلغاء الدستور. كان هناك 17 قانونًا مؤسسيًا وأكثر من 100 قانون مكمل، والتي أوضحت المقصد العام للأول. أدت الحاجة إلى إطار قانوني بين الإجراءات إلى دستور عام 1967. أصبحت الأفعال التي تم تصورها في الأصل على أنها إصلاحات دائمة، غير دائمة بعد أول تعديل دستوري لها في عام 1969، وبعد ذلك تجاهلت الديكتاتورية القوانين بالشكل الذي تراه مناسبًا. تم إلغاء الأعمال في السبعينيات أثناء الانفتاح السياسي للبلاد.